# Бєлорусець Марк Абрамович
Бєлорусець Марк Абрамович (2 серпня 1943, Первоуральськ) — перекладач на російську мову німецької й австрійської літератури, зокрема німецькомовних поетів Буковини та Румунії.

## Біографія
Народився в евакуації, на Уралі 1943 року. Закінчує Державні курси іноземних мов (1966–1969) і вже тоді починає перекладати, згодом відкриває для себе український дисидентський рух і в 1978 вже друкується.
В колі його захопленнь Пауль Целан, Георг Тракль, Роберт Музіль, Ґюнтер Айх, Манес Шпербер, Герта Мюллер, Александр Клуґе, Герта Крефтнер, Керстин Хензель, Антьє Равич Штрубель і т. д.
З 1966 і фактично до 1998 року працює інженером-будівельником.
Володар Премії Австрійської республіки для перекладачів (1998), а також Премії за переклади Міністерства освіти, мистецтва та культури Австрійської республіки (2010).
За переклад російською фундаментальної книги «Пауль Целан. Стихотворения. Проза. Письма» (укр. Пауль Целан. Вірші. Проза. Листи), над якою він працював разом з Тетяною Баскаковою і яка відразу ж стала бібліографічною рідкістю, Бєлорусець в 2008 році отримав премію Андрія Бєлого (Санкт-Петербург, Росія).
| Василь Стус та Леонід Череватенко перекладали Целана наприкінці 1960-х років. Де вони взяли у той час вірші Целана, от де? Я знаю де: їм німецьку антологію, у якій були вірші Целана, дав Кочур. Мені він якось сказав: "Зроби українського Тракля. Це зараз на часі". Я відмовлявся незнанням мови. А він: "А я нащо? Я тобі допоможу" (сміється, – ред.). Не зробив. Розумієте, треба поважати мову. Перекладати мені важко, можливо комусь це легко дається. Треба відчувати мову, відчувати слово кінчиками пальців, дослідити на дотик. І мовою, в знаннях якої ти "не певен", яку ти не знаєш "достеменно", ти набрешеш ще більше.Оригінальний текст (рос.) Васыль Стус и Леонид Череватенко переводили Целана в конце 1960-х годов. Где они взяли в то время стихотворения Целана, ну где? Я знаю где: им немецкую антологию, в которой были стихи Целана, дал Кочур. Мне он как-то сказал: "Зроби українського Тракля. Це зараз на часі". Я отговаривался незнанием языка. А он: "А я на що? Я тобі допоможу" (смеется, – ред.). Не сделал. Понимаете, надо уважать язык. Переводить мне сложно, может кому-то это дается легко. Нужно чувствовать язык, ощущать слово кончиками пальцев, пробовать наощупь. И в языке, в котором ты "не певен", которого ты не знаешь "достеменно", ты наврешь еще больше |

## Сім'я
Дочка Євгенія Бєлорусець. Закінчила Київський національний лінгвістичний університет. Навчалася в Школі Віктора Марущенка і віденській фотошколі. Брала участь у роботі літературознавчих лабораторій Віденського університету, викладала історію літератури в КНЛУ. Займається літературними перекладами та документальною фотографією.

## Громадська позиція
У червні 2018 підтримав відкритий лист діячів культури, політиків і правозахисників із закликом до світових лідерів виступити на захист ув'язненого у Росії українського режисера Олега Сенцова й інших політв'язнів.
Член Українського ПЕН.